# Ferrari 166 F2

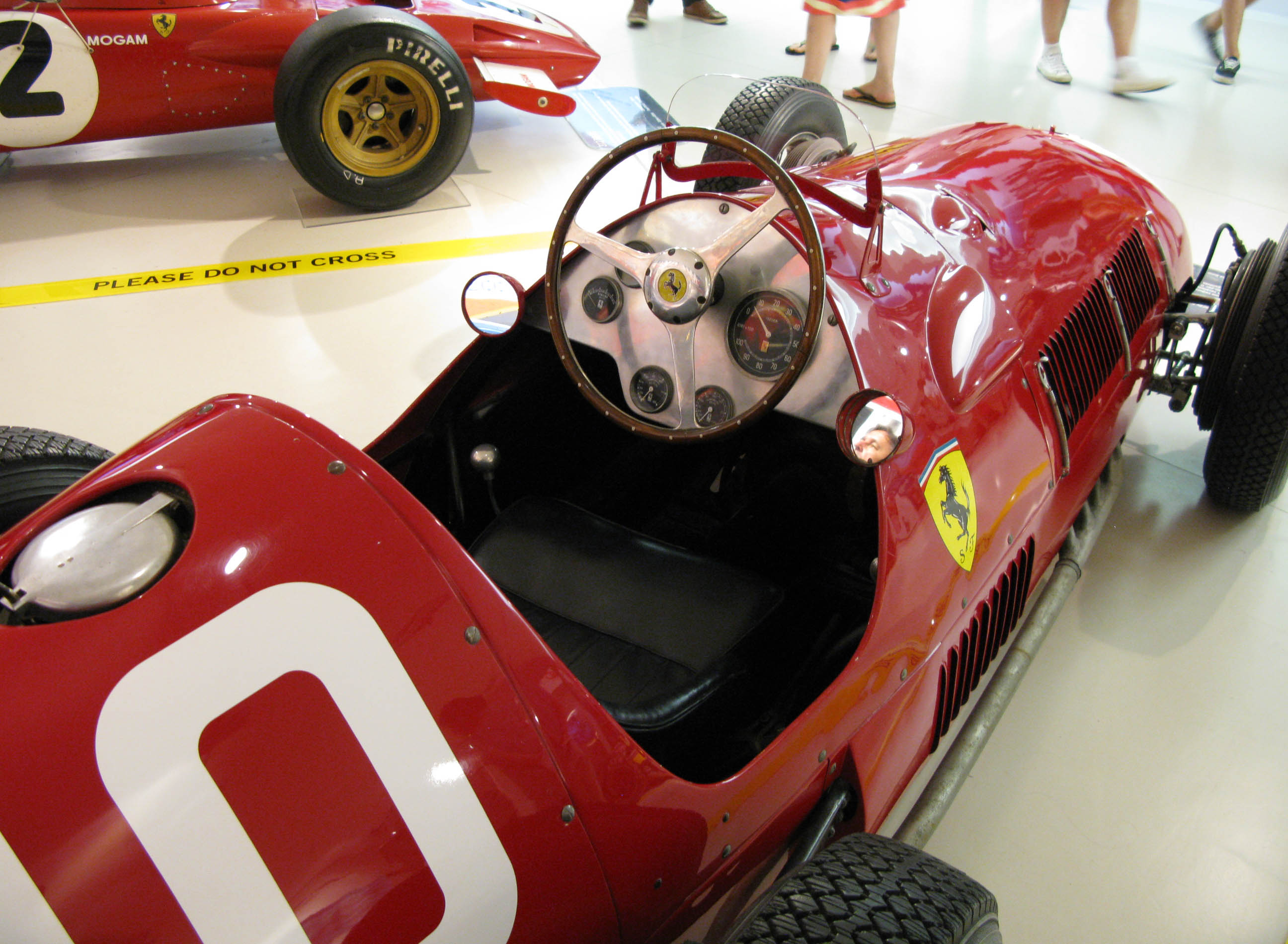
Posto di guida

La 166 F2 fu la prima delle autovetture da competizione Ferrari della serie 166, seguita dalla 166 S, dalla 166 Inter, dalla 166 Inter Corsa, dalla 166 Inter S e dalla 166 MM. Debuttò il 26 settembre 1948 al Gran Premio di Firenze, dove vinse con il pilota Raymond Sommer.
La vettura 166 F2 venne concepita attorno al motore 2 litri (1995,05) che già equipaggiava le 166 a ruote coperte, la cui potenza fu incrementata a circa 150CV grazie all'adozione di tre carburatori Weber 32DCF in luogo di uno solo come sulle vetture Sport.
La 166 F2, il cui nome deriva dalle competizioni di Formula 2 per le quali era stata concepita, fu l'auto con cui il pilota Juan Manuel Fangio cominciò ad affermarsi in Europa. La versione da lui pilotata era dipinta con una livrea blu/gialla, in quanto era sponsorizzata dall'Automobil Club argentino.
Nel 1949 venne approntata la versione 166 FL (anche chiamata "166 C America"), un'evoluzione del modello realizzata per le gare sudamericane di formula libera, il cui motore sovralimentato erogava 260 CV a 7000 giri/min.
La vettura dominò diverse edizioni della Temporada Argentina, nonostante l'agguerrita concorrenza di Alfa Romeo, Maserati e Mercedes. Oltre a ciò la 166 F2 conquistò i GP di Roma, Napoli, Bari, Monza e Reims.

## Caratteristiche tecniche
Motore anteriore, longitudinale, 12 cilindri V (60°)
Alesaggio x Corsa 60 x 58,8 mm
Cilindrata unitaria 166,25 cc
Cilindrata totale 1995,02 cc
Numero valvole 2 per cilindro
Monoalbero a camme in testa
Rapporto di compressione 11:1
Alimentazione 3 carburatori Weber 32DCF
Raffreddamento a liquido
Potenza massima 155 CV a 7000 giri/minuto
Potenza specifica 77 CV/litro
Trazione posteriore
Frizione multidisco
Cambio in blocco col motore a 5 rapporti + RM (in blocco col differenziale 4 rapporti + RM - 1950)
Telaio longheroni e traverse
Sospensione anteriore Ruote indipendenti, quadrilateri deformabili, balestra trasversale, ammortizzatori idraulici
Sospensione posteriore Semiassi oscillanti, barre di torsione, ammortizzatori idraulici (balestra trasversale - 1949 ponte De Dion - 1950)
Freni a tamburo
Serbatoio da 130 litri (150 - 1950)
Pneumatici anteriori 5,50-15 (6,25-16) - posteriori 6,25-16 (6,50-16)

## Prestazioni
Velocità massima 220 km/h
Rapporto peso/potenza 4,8 kg/CV